# Michael Keaton

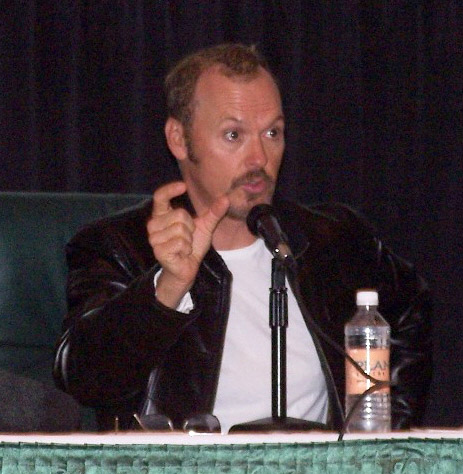

Michael Keaton (născut Michael John Douglas, n. 5 septembrie 1951, Coraopolis⁠(d), Pennsylvania, SUA) este un actor american cunoscut mai ales pentru interpretarea personajului Batman în filmul Batman al lui Tim Burton, precum și pentru rolurile din Batman Returns și White Noise.

## Filmografie

### Filme
| An   | Film                          | Rol                                                 | Note |
| ---- | ----------------------------- | --------------------------------------------------- | --- |
| 1982 | Night Shift                   | Bill Blazejowski                                    | Won Kansas City Film Critics Circle Award for Best Supporting Actor                                                                        |
| 1983 | Mr. Mom                       | Jack Butler                                         | |
| 1984 | Johnny Dangerously            | Jonathan "Johnny" Kelly (a.k.a. Johnny Dangerously) | |
| 1986 | Gung Ho                       | Hunt Stevenson                                      | |
| 1986 | Touch and Go                  | Robert "Bobby" Barbato                              | |
| 1987 | The Squeeze                   | Harold "Harry" Berg                                 | |
| 1988 | She's Having a Baby           | Himself                                             | uncredited cameo |
| 1988 | Beetlejuice                   | Betelgeuse (pronounced "Beetlejuice")               | Won National Society of Film Critics Award for Best Actor (also for Clean and Sober) Nominalizare - Saturn Award for Best Supporting Actor |
| 1988 | Clean and Sober               | Daryl Poynter                                       | National Society of Film Critics Award for Best Actor (also for Beetlejuice)                                                               |
| 1989 | The Dream Team                | William "Billy" Caufield                            | |
| 1989 | Batman                        | Bruce Wayne / Batman                                | |
| 1990 | Pacific Heights               | Carter Hayes                                        | |
| 1991 | One Good Cop                  | Arthur "Artie" Lewis                                | |
| 1992 | Batman Returns                | Bruce Wayne / Batman                                | Nominated MTV Movie Award (shared with Michelle Pfeiffer)                                                                                  |
| 1992 | Porco Rosso                   | Porco Rosso                                         | voice in 2003 English dubbed version |
| 1993 | Mult zgomot pentru nimic      | Dogberry                                            | |
| 1993 | My Life                       | Robert "Bob" Jones                                  | |
| 1994 | The Paper                     | Henry Hackett                                       | |
| 1994 | Speechless                    | Kevin Vallick                                       | |
| 1996 | Multiplicity                  | Douglas "Doug" Kinney                               | |
| 1997 | Inventing the Abbotts         | Narrator / Older Doug                               | uncredited |
| 1997 | Jackie Brown                  | Raymond "Ray" Nicolette                             | |
| 1998 | Desperate Measures            | Peter McCabe                                        | |
| 1998 | Out of Sight                  | Raymond "Ray" Nicolette                             | Cameo |
| 1998 | Jack Frost                    | Jack Frost                                          | |
| 2000 | A Shot at Glory               | Peter Cameron                                       | |
| 2002 | Live From Baghdad             | Robert Wiener                                       | Nominated for a Golden Globe |
| 2003 | Quicksand                     | Martin Raikes                                       | |
| 2004 | First Daughter                | President Mackenzie                                 | |
| 2005 | White Noise                   | Jonathan Rivers                                     | |
| 2005 | Game 6                        | Nicholas "Nicky" Rogan                              | |
| 2005 | Herbie: Fully Loaded          | Raymond "Ray" Peyton, Sr.                           | |
| 2006 | Cars                          | Chick Hicks                                         | voice |
| 2006 | The Last Time                 | Ted "Theodore"                                      | |
| 2009 | The Merry Gentleman           | Franklin "Frank" Logan                              | |
| 2009 | Post Grad                     | Walter Malby                                        | |
| 2009 | Noah's Ark: The New Beginning | Noah                                                | voce |
| 2010 | Toy Story 3                   | Ken                                                 | voce |
| 2010 | The Other Guys                | Captain Mauch                                       | |
| 2011 | Hawaiian Vacation             | Ken (voce)                                          | Scurtmetraj |
| 2012 | Noah's Ark: The New Beginning | Noah                                                | Voce |
| 2013 | Penthouse North               | Hollander                                           | și producător executiv |
| 2014 | RoboCop                       | Raymond Sellars                                     | |
| 2014 | Need for Speed                | Monarch                                             | |
| 2014 | Birdman                       | Riggan Thomson/Birdman                              | |
| 2015 | Minions                       | Walter Nelson                                       | Voce |
| 2015 | Spotlight                     | Walter V. Robinson                                  | |
| 2016 | The Founder                   | Ray Kroc                                            | |
| 2017 | Spider-Man: Homecoming        | Adrian Toomes / Vulture                             | |

### Televiziune
| An   | Producție                                | Rol             | Alte note |
| ---- | ---------------------------------------- | --------------- | --- |
| 1976 | All's Fair                               | Lannie Wolf     | |
| 1977 | Klein Time                               | Various         | |
| 1977 | Maude                                    | Chip Winston    | |
| 1978 | Mary (1978)                              | Skit characters | |
| 1978 | The Tony Randall Show                    | Zeke            | |
| 1979 | The Mary Tyler Moore Hour                | Kenneth Christy | |
| 1979 | Working Stiffs                           | Mike O'Rourke   | |
| 1982 | Report To Murphy                         | Murphy          | |
| 2002 | Frasier                                  | Blaine Sternin  | |
| 2002 | Live from Baghdad                        | Robert Wiener   | Nominated - Golden Globe Award for Best Performance by an Actor in a Mini-Series or Motion Picture Made for Television   |
| 2001 | The Simpsons                             | Jack Crowley    | 1 episode guest star |
| 2002 | King of the Hill                         | Trip Larsen     | 1 episode guest star |
| 2004 | Fred Rogers: America's Favorite Neighbor | Host            | Nominated - Emmy Award for Outstanding Nonfiction Special                                                                |
| 2007 | The Company                              | James Angleton  | Nominalizare - Screen Actors Guild Award for Outstanding Performance by a Male Actor in a Miniseries or Television Movie |